# Franciszek Duczek
Franciszek Duczek, ps. Strzecha (ur. 19 listopada 1912 w Wodyniach, zm. 16 listopada 1985) – polski nauczyciel, działacz społeczny i ruchu ludowego komendant obwodu Siedlce Okręgu Lublin Batalionów Chłopskich.

## Życiorys
Przed wybuchem II wojny światowej uzyskał wykształcenie podstawowe i pracował jako rolnik. Był członkiem Związku Młodzieży Wiejskiej „Wici”, należał do Stronnictwa Ludowego.
Brał udział w kampanii wrześniowej. Od 1940 organizował struktury SL „Roch” na terenie powiatu siedleckiego. Wszedł w skład powiatowego kierownictwa tej organizacji. Był pierwszym komendantem obwodu Siedlce BCh.
Po wojnie ukończył szkołę średnią i pracował jako nauczyciel. Organizował struktury ZMW „Wici” i Stronnictwa Ludowego. Był aktywny społecznie.
Zmarł 16 listopada 1985 roku. Został pochowany na Cmentarzu Janowskim w Siedlcach.